# コナー・ディマイオ
コナー・ジェームズ・ディマイオ（Connor James Dimaio, 1996年1月28日 - ）は、イングランド・チェスターフィールド出身のサッカー選手。ボストン・ユナイテッドFC所属。ポジションはミッドフィールダー。

## 経歴

### シェフィールド・ユナイテッド
シェフィールドのユースで育ち、2014年3月にアウェイでのクローリー・タウン戦でトップチームデビューを果たした。このシーズンでは更に2試合に出場し、クラブのシーズン最優秀若手選手に選ばれた。

### チェスターフィールド
2016年2月1日にシェフィールドから放出されたが、同日にEFLリーグ1のチェスターフィールドとシーズン終了までの契約を結んだ。同年2月20日のクルー・アレクサンドラ戦では初得点をあげた。

### ストックポート・カウンティ
2018年5月、ストックポート・カウンティと2年契約を結んだ。
2019年2月にはアシュトン・ユナイテッドにシーズン終了までのローン移籍で加入した。

## 代表経歴
アイルランドU-16とU-17でプレーしてきた彼は2013年8月にU-19代表に初召集されて、同月末のノルウェーU-19との親善試合でデビューした。2014年5月中旬にはメキシコU-20との親善試合2試合に先発で出場した。
2016年3月にはU-21代表に召集され、ユーロ予選のサッカースロベニア代表に出場した。